# Hsp90

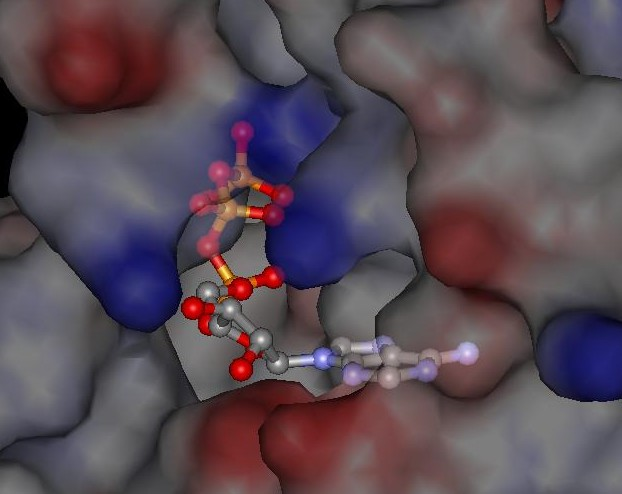
Estructura cristal·logràfica d'un enllaç de l'adenosina trifosfat de la Hsp90

La proteïna Hsp90 —de l'anglès heat shock protein— o «de xoc tèrmic de 90 kDa» és una proteïna xaperona que ajuda a altres proteïnes a plegar-se correctament, estabilitza proteïnes contra situacions d'hipertèrmia i ajuda en el procés de degradació de proteïnes. També estabilitza diverses proteïnes implicades en el creixement dels tumors, i és per això que els inhibidors de la Hsp90 són investigats com a fàrmacs pel tractament del càncer. Va ser aïllada per primera vegada mitjançant l'extracció de proteïnes de cèl·lules estressades per calor, deshidratació o d'altre factor que provoqui que les proteïnes de la cèl·lula comencin a desnaturalitzar-se. Més tard es va descobrir que la Hsp90 té també funcions essencials en cèl·lules no estressades.
Les proteïnes de xoc tèrmic, com a grup, són algunes de les proteïnes cel·lulars més presents en nombre en totes les espècies. Com el seu nom indica, protegeixen a les cèl·lules en situacions d'estrès provocades per altes temperatures, factor que les desnaturalitza. Representen un 1-2% del total de proteïnes en cèl·lules no estressades. No obstant això, quan les cèl·lules són escalfades, la fracció de proteïnes de xoc tèrmic augmenta al 4-6% del total de proteïnes cel·lulars. La Hsp90 és una de les més comunes d'aquest tipus de proteïnes. El '90' indica que el seu pes ronda els 90 kiloDaltons. Una proteïna de 90 kDa es considera bastant gran per ser una proteïna no fibrosa. La Hsp90 es troba en els bacteris i en totes les famílies d'eucariotes, però aparentment està absent en els arqueus. Mentre que la Hsp90 és essencial per a la viabilitat sota totes les condicions en eucariotes, la proteïna bacterial homòloga HtpG no ho és en situacions en les quals no hi hagi estrès tèrmic.